# Haplophthalmus caecus
Haplophthalmus caecus är en kräftdjursart som beskrevs av Radu, Radu och Cadaru 1955. Haplophthalmus caecus ingår i släktet Haplophthalmus och familjen Trichoniscidae. Inga underarter finns listade i Catalogue of Life.